# هیدروکسی استیلبامیدین
هیدروکسی استیلبامیدین (به انگلیسی: Hydroxystilbamidine) با فرمول شیمیایی C۱۶H۱۶N۴O یک ترکیب شیمیایی با شناسه پاب‌کم ۵۳۵۳۶۷۶ است. که جرم مولی آن ۲۸۰٫۳۲۴ g/mol می‌باشد. 